# 요괴인간 벰 (드라마)
《요괴인간 벰》(일본어: 妖怪人間ベム)은 2011년 10월 22일부터 12월 24일까지 NTV 계열 《토요 드라마》 시간대에 방영된 일본 드라마이다.

## 개요
TV 애니메이션 "요괴 인간 벰"을 원작으로 실사화한 작품으로 오리지널의 요소도 포함되어있다. 2012년에는 실사 드라마의 극장판으로 영화화되어 12월 15일 공개되는 것이 발표되었다. 벰 역에는 캇툰의 카메나시 카즈야, 베라 역에는 안, 베로 역에는 스즈키 후쿠가 기용됐으며, 드라마판에서는 오리지널 캐릭터로 기타무라 가즈키가 출연했다. 내래이션은 애니메이션 1기에서 벰의 목소리를 연기한 고바야시 기요시가 담당했다.
각본은 2010년 2분기에 같은 시간대에 방송된 《괴물군》을 쓴 니시다 마사후미가 담당했다. 또 가메나시는 《엽기인걸 스나코》 (TBS)이래 1년 9개월만에 연속 드라마 주연을 맡았다. 첫회와 최종화는 15분 확대되어 22:09까지 방송됐다.
캐치프레이즈는 〈"빨리 인간이 되고싶다."〉

## 출연진
- 벰 : 카메나시 카즈야
- 베라 : 안
- 베로 : 스즈키 후쿠
- 기타무라 가즈키
- 호리 치에미
- 스기사키 하나
- 하야시 로이
- 아가타 모리오
- 이시바시 안나
- 히로타 레오나
- 에모토 아키라 (특별 출연)
- 나가오카 타스쿠

## 주제가
- 오프닝 곡 : 벰(카메나시 카즈야), 베라(안), 벨(스즈키 후쿠) - 〈요괴 인간 벰〉
- 엔딩 곡 : KAT-TUN - 〈BIRTH〉

## 수상 정보
- 제49회 갤럭시상
  - 베스트 TV상 제6회 그랑프리 (2012년)
  - 2011년 12월 월간상
- 제71 회 더 텔레비전 드라마 아카데미상
  - 남우주연상 - 카메나시 카즈야
  - 여우조연상 - 안
- 제15회 닛칸 스포츠 드라마 그랑프리 (2011년)작품상
  - 남우주연상 - 카메나시 카즈야
  - 여우조연상 - 안
  - 남우조연상 - 스즈키 후쿠

## 부제·시청률
| 각 화                                     | 방송일           | 부제                                                                          | 시청률 |
| ----------------------------------------- | ---------------- | ----------------------------------------------------------------------------- | ------ |
| 제1화                                     | 2011년 10월 22일 | 악을 쓰러뜨리고 어둠에 숨어 사는 요괴가 지금 되살아난다! 빨리 인간이되고 싶다 | 18.9%  |
| 제2화                                     | 2011년 10월 29일 | 눈물의 비밀 ... 인간이 될 수없는 연속 살인마                                  | 17.1%  |
| 제3화                                     | 2011년 11월 5일  | 절대로 죽이지 않아! 인간을 지키는 요괴의 정체                                 | 15.8%  |
| 제4화                                     | 2011년 11월 12일 | 우리를 지킨다 ... 방화범의 벨 눈물 변신!                                      | 16.7%  |
| 제5화                                     | 2011년 11월 19일 | 벰 베라 베로 탄생의 비밀 ... 안녕 요괴                                        | 16.2%  |
| 제6화                                     | 2011년 11월 26일 | 겁쟁이가 사랑한 베라 폭파사건의 범인은 그                                     | 14.3%  |
| 제7화                                     | 2011년 12월 3일  | 친부모를 마침내 재회 ... 곧 인간으로                                          | 14.9%  |
| 제8화                                     | 2011년 12월 10일 | 착한 형사의 복수 ...! 다른 요괴의 함정                                        | 13.9%  |
| 제9화                                     | 2011년 12월 17일 | 인간이 되나? 요괴로 남는가? 최종 결정                                         | 13.2 % |
| 최종화                                    | 2011년 12월 24일 | 안녕 벰 베라 베로 ... 인간이 될 것인가! 마지막 대 결투!                       | 14.5%  |
| 평균 시청률: 15.6%                        |                  |                                                                               |        |
| (시청률은 간토 지방·비디오 리서치사 조사) |                  |                                                                               |        |

## 영화
《극장판 요괴인간 벰》(일본어: 妖怪人間ベム)은 2012년 12월 15일 개봉한 일본의 영화이다. 영화판은 완전 오리지널 스토리로, 촬영은 도쿄 도내의 스튜디오와 홋카이도에서 동년 7월, 8월에 촬영되었다.

## 출연진
- 카메나시 카즈야
- 안
- 스즈키 후쿠
- 기타무라 가즈키
- 에모토 아키라 (특별 출연)
- 이시바시 안나
- 호리 치에미
- 히로타 레오나
- 아가타 모리오
- 스기사키 하나
- 나카무라 하시노스케
- 츠츠이 미치타카
- 미즈키 아리사

## 스태프
- 원작 : 애니메이션 "요괴인간 벰(妖怪人間ベム)"
- 각본 : 니시다 마사후미
- 감독 : 카리야마 슌스케
- 촬영 : 사코 노부히로
- 편집 : 우에노 소이치
- 음악 : 사키타 하지메
- 배급 : 도호
- 제작 : 영화 "요괴인간 벰" 제작위원회